# Лизенка
Лизенка — река в России, протекает по терриитории Островского района Псковской области. Длина реки — 18 км.
Начинается к северу от деревни Загорье. Течёт на юго-запад по лесу между деревнями Спиры и Скуратово. В низовьях поворачивает на запад, протекает мимо деревень Тюрино, Захново и Горшихино. Устье реки находится в заболоченном елово-осиновом лесу в 8 км по правому берегу реки Дубни.

## Данные водного реестра
По данным государственного водного реестра России относится к Балтийскому бассейновому округу, водохозяйственный участок реки — Великая. Относится к речному бассейну реки Нарва (российская часть бассейна).
Код объекта в государственном водном реестре — 01030000212102000029171.